# Riipaleensaari
Riipaleensaari är en ö i Finland. Den ligger i sjön Kalmavesi och i kommunen Jämsä i landskapet Mellersta Finland, i den södra delen av landet, 210 km norr om huvudstaden Helsingfors. Öns area är 3,1 hektar och dess största längd är 350 meter i sydväst-nordöstlig riktning.